# Cunhataí
Cunhataí là một đô thị thuộc bang Santa Catarina, Brasil. Đô thị này có diện tích 54,511 km², dân số năm 2007 là 1874 người, mật độ 31,3 người/km².